# Егалітаризм як повстання проти природи та інші есе
Egalitarianism as a Revolt Against Nature and Other Essays — книга економіста Мюррея Ротбарда 1974 року.
Назва книги походить від головного есе, в якому стверджується, що егалітарна теорія завжди призводить до політики державного контролю, оскільки вона ґрунтується на бунті проти онтологічної структури самої реальності. На думку Ротбарда, інтелектуали-державники намагаються замінити те, що існує, романтичним образом ідеалізованого первісного стану природи, ідеалом, який, на думку Ротбарда, не може і не повинен бути досягнутий. Наслідки цієї тези розробляються на таких темах, як ринкова економіка, права дитини, екологія, фемінізм, зовнішня політика, перерозподіл та інші.

## Зміст (перелік есе)
1. Егалітаризм як повстання проти природи (Egalitarianism as a Revolt Against Nature)
2. Ліві та праві: Перспективи свободи (Left and Right: The Prospects for Liberty)
3. Анатомія держави (The Anatomy of the State)
4. Правосуддя і права власності (Justice and Property Rights)
5. Війна, мир і держава (War, Peace, and the State)
6. Помилка державного сектору (The Fallacy of the Public Sector)
7. Дитяча свобода (Kid Lib)
8. Велика проблема жіночого визволення: Розставити всі крапки над «і» (The Great Women's Lib Issue: Setting it Straight)
9. Збереження в умовах вільного ринку (Conservation in the Free Market)
10. Значення революції (The Meaning of Revolution)
11. Національне визволення (National Liberation)
12. Анархо-комунізм (Anarcho-Communism)
13. Доктрина Спунера-Таккера: Погляд економіста (The Spooner-Tucker Doctrine: An Economist's View)
14. Людвіг фон Мізес і парадигма нашого часу (Ludwig von Mises and the Paradigm for Our Age)
15. Чому бути лібертаріанцем? (Why Be Libertarian?)
16. Свобода, нерівність, примітивізм і поділ праці (Freedom, Inequality, Primitivism, and the Division of Labor)

## Історія публікацій
- Washington, D.C.: Libertarian Review[en] Press. June 1974.
- Auburn, Alabama: Ludwig von Mises Institute. 2000. Paperback. ISBN 0-945466-23-4.

## Зовнішні посилання
- Egalitarianism as a Revolt Against Nature and Other Essays full text PDF file of the Second Edition